# Turmion Kätilöt
Turmion Kätilöt és una grup de metal industrial finlandès fundat l'any 2003 per MC Raaka Pee i DJ Vastapallo.

## Discografia

### Àlbums d'estudi
- Hoitovirhe (2004)
- Pirun nyrkki (2006)
- U.S.C.H! (2008)[3]
- Perstechnique (2011)
- Technodiktator (2013)
- Diskovibrator (2015)
- Dance Panique (2017)
- Universal Satan (2018)
- Global Warning (2020)[4]
- Omen X (2023)[5]

### Recopilacions
- Mitä Näitä Nyt Oli (2012)

### EP
- Niuva 20 (2005)